# Брајтенбах ам Херцберг
Брајтенбах ам Херцберг (њем. Breitenbach am Herzberg) општина је у њемачкој савезној држави Хесен. Једно је од 20 општинских средишта округа Херсфелд-Ротенбург. Према процјени из 2010. у општини је живјело 1.818 становника. Посједује регионалну шифру (AGS) 6632004.

## Географски и демографски подаци
Брајтенбах ам Херцберг се налази у савезној држави Хесен у округу Херсфелд-Ротенбург. Општина се налази на надморској висини од 257 метара. Површина општине износи 42,1 km². У самом мјесту је, према процјени из 2010. године, живјело 1.818 становника. Просјечна густина становништва износи 43 становника/km².